# Asser
Asser (auch John Asser, Asserius Menevensis; † um 909) war ein Mönch aus dem Kloster St. David’s im Königreich Dyfed in Wales und späterer Bischof von Sherborne.

## Leben
Über Assers Leben ist nur relativ wenig bekannt. Er wurde in Pembrokeshire in Wales geboren und wurde im Kloster St. David’s in Menevia erzogen und ausgebildet. In der von ihm verfassten Vita Alfreds wird als einer seiner Verwandten ein gewisser Nobis erwähnt, der Bischof von St. David’s war und im Jahr 873 oder 874 verstarb. Es wird teils angenommen, dass Asser als dessen Nachfolger fungierte.
Asser war jedenfalls für seine Gelehrsamkeit bekannt und wurde um 885 von Alfred dem Großen, dem angelsächsischen König von Wessex, an seinen Hof eingeladen. Asser benötigte ein halbes Jahr, bis er sich entschloss, die Einladung anzunehmen. In Winchester erkrankte er und musste die Reise für ein Jahr unterbrechen. Als Alfred immer ungeduldiger wurde, stimmte Asser zu, jeweils die Hälfte des Jahres bei Hof zu verbringen. Als Asser nach acht Monaten den Hof verließ, wurde er von Alfred mit den Klöstern Amesbury in Wiltshire und Banwell in Somersetshire beschenkt. Um 890 erhielt er auch das Kloster Exeter und wurde zwischen 892 und 900 als Nachfolger von Wulfsige Bischof von Sherborne.
Asser war als Vertrauter des Königs wohl auch an der angelsächsischen „Renaissance“ beteiligt, die durch das gelehrte Hofleben Alfreds ermöglicht wurde. Asser starb wohl 908 oder 909. Swithelmus wurde sein Nachfolger als Bischof von Sherborne.

## Werk
Asser schrieb um 893 auf Latein eine Biographie Alfreds von 849 bis 887 (Vita Alfredi). Diese ist an Einhards Vita Karoli Magni angelehnt und stellt die wichtigste Quelle für die Zeit Alfreds des Großen dar. Der König wird in einem sehr günstigen Licht dargestellt, etwa in Bezug auf die Abwehr der Wikinger. Trotz der subjektiven Färbung enthält das Werk wichtige und weitgehend zuverlässige Informationen zum Leben Alfreds.
Von Assers Werk blieb eine Handschrift aus dem 10. Jahrhundert erhalten (Cottonian manuscript: Otho A, XII), die von Francis Wise 1722 als Nachdruck herausgegeben worden war, bevor das Original 1731 bei einem Feuer vernichtet wurde.
Zweifel bezüglich der Echtheit der Biographie, wie sie von Alfred P. Smyth geäußert wurden, der eine spätere Fälschung vermutet, sind so nicht haltbar (vgl. die Zurückweisung unter anderem durch Richard Abels). Smyth hat sich mit seiner sehr umstrittenen Neuinterpretation in der Forschung nicht durchsetzen können.

## Übersetzung
- Simon Keynes, Michael Lapidge: Asser’s Life of King Alfred and other contemporary sources. Penguin Classics, London u. a. 1983 (mehrere NDe).
- Alfred P. Smyth: The medieval life of King Alfred the Great: a translation and commentary on the text attributed to Asser. Basingstoke 2002